# Commiphora tetramera
Commiphora tetramera är en tvåhjärtbladig växtart som beskrevs av Adolf Engler. Commiphora tetramera ingår i släktet Commiphora och familjen Burseraceae. Inga underarter finns listade i Catalogue of Life.